# 聯合國安全理事會第1999號決議

联合国安理会第1999号决议于2011年7月13日，在审查過南苏丹共和国加入联合国的申请后，未经表决通过。联合国安全理事会向大会建议接纳南苏丹成為新聯合國會員國。 

该决议是应南苏丹总统萨尔瓦·基尔的要求通过的。 南苏丹因此成为联合国第193个会员国。